# ساوارا-كو
ساوارا-كو (باليابانية: 早良区) هو حي في اليابان، يقع في فوكوكا، فوكوكا، بلغ عدد سكانه 218,779 نسمة وذلك حسب إحصائيات سنة 2017، تبلغ مساحته 95.88 كيلومتر مربع.

## أعلام
- آي نوناكا